# 삼보 (무술)

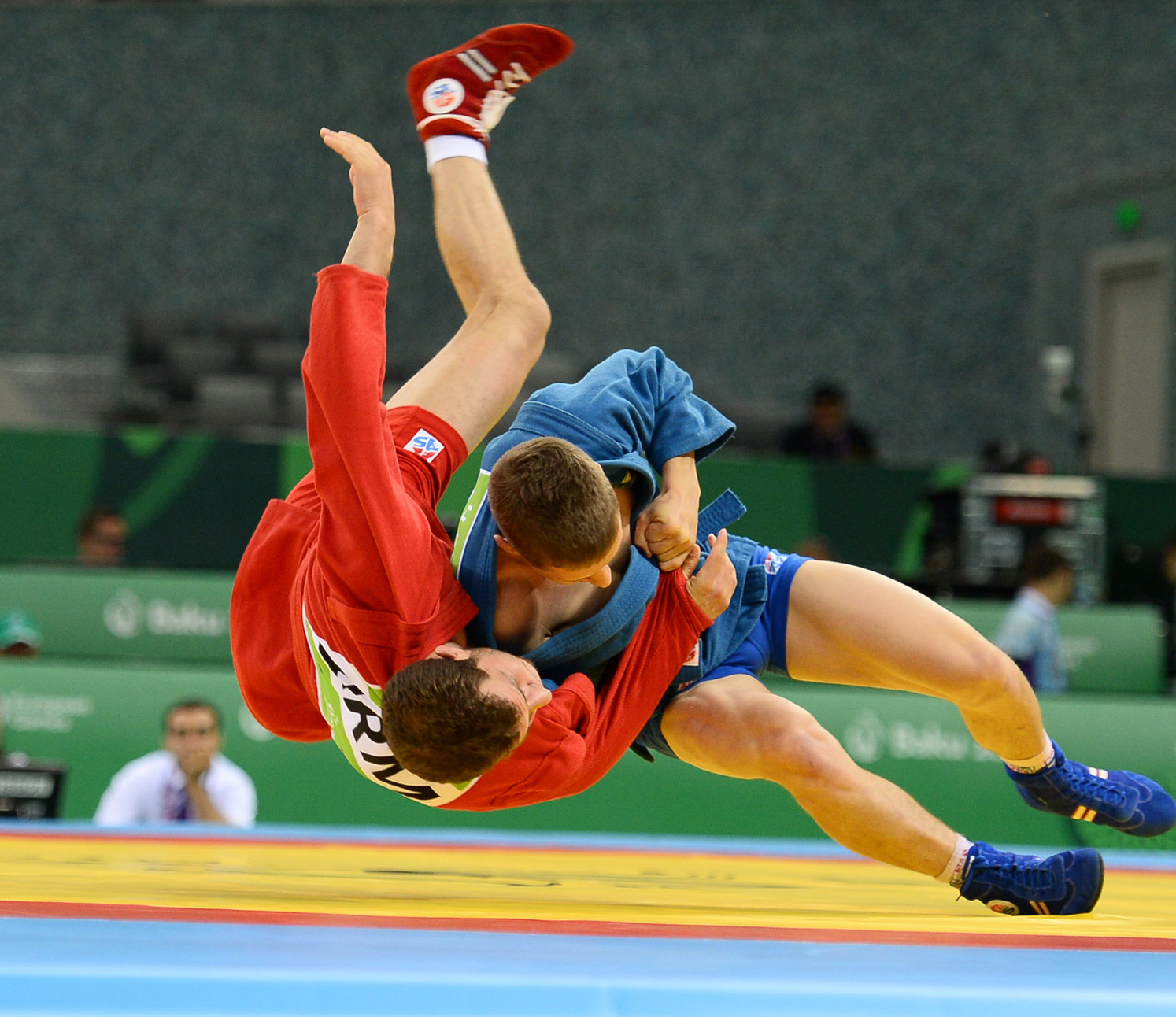

삼보(러시아어: самбо; САМооборона Без Оружия)는 소비에트 연방에서 개발한 격투기 또는 격투 스포츠다. 삼보는 САМооборона Без Оружия의 두문자어로 '무기 없는 자기방어'라는 뜻을 가지고 있다. 즉, 맨손격투기의 한 가지라 할 수 있다. 세계 협회인 FIAS에서 매년 개최하는 국제대회에는 여러 나라의 국가대표들이 참가하여 메달을 수상하고 있다.
삼보 경기 종목에 스포츠 삼보와 타격(주먹, 발차기)과 스포츠 삼보에서 금지하는 기술을 허용하는컴뱃 삼보(영어: Combat Sambo, 러시아어: Боевое самбо 보에보에 삼보[*])가 있다. 컴뱃 삼보는 주로 러시아군과 스페츠나츠들이 사용한다.

## 같이 보기
- 유도